# Xã Greeley, Quận Audubon, Iowa
Xã Greeley (tiếng Anh: Greeley Township) là một xã thuộc quận Audubon, tiểu bang Iowa, Hoa Kỳ. Năm 2010, dân số của xã này là 170 người.